# Laelia lyonsii
Laelia lyonsii är en orkidéart som först beskrevs av John Lindley, och fick sitt nu gällande namn av Louis Otho Otto Williams. Laelia lyonsii ingår i släktet Laelia och familjen orkidéer. Inga underarter finns listade i Catalogue of Life.